# Bregaglia-Quartett
Das Bregaglia-Quartett ist ein deutsches Ensemble, welches vom Deutschen Musikrat gefördert wird.

## Geschichte
Das Bregaglia-Quartett wurde 2004 anlässlich der Musiktage Bergell (ital. Incontro musicale Bregaglia) in Vicosoprano, Schweiz unter der künstlerischen Leitung Professor Christian Sikorskis von der Musikhochschule Stuttgart gegründet. 
Im Jahr 2005 gewann das Quartett beim Bundeswettbewerb „Jugend musiziert“ in Fürth mit der Förderung des Landesmusikrates Baden-Württembergs. Es bekam den ersten Bundespreis, den Bärenreiterpreis und den Förderpreis der Sparkassen Badens und Württembergs sowie der Kunststiftung Baden-Württemberg. Im Jahr 2005 stieß Wolfram Hauser als Bratschist in der Nachfolge von Simona Matescu zum Quartett.
Nach einem Konzert in Hamburg bekamen sie das Stipendiatenprogramm der Deutschen Stiftung Musikleben. Dem folgten Quartett-Studien beim Artemis-, Sikorski- und beim Melos-Quartett.
Im November 2005 ging das Bregaglia-Quartett auf eine durch das Institut für chinesischen Kultur- und Jugendaustausch des Landesmusikrates Baden-Württemberg organisierte Tournee durch China mit Auftritten u. a. in Shanghai und Nanchang.
Ihre erste Livesendung hielten sie im Januar 2006 im Bayerischen Rundfunk Klassik in Mensch Mozart, mein Mozart.